# 桐 (松本市)
桐（きり）は長野県松本市の市街地の北側の地名。現行行政地名は桐1丁目から桐3丁目。住居表示実施済み。郵便番号は390-0871。

## 概要
東側に国道143号、西側に大門沢川があり、それらに挟まれた範囲が桐である。
松本少年刑務所内には旭町中学校の桐分校がある。少年刑務所内に公立学校があるのは全国でもここだけである。
また、となりの旭に信州大学があるため学生向けの店や飲食店が多いが学生街というほどの規模ではない。こまくさ道路沿いには商店も多く見られるが住宅が中心。

## 歴史
江戸時代には、1丁目の南側は城下町のはずれで町人地であった。2、3丁目は桐村に属していた。桐村は山辺谷の桐原村の有力者が所有する飛び地であり、桐原分とも呼ばれ、松本城下に北接する広大な面積を持っていた。俗地名として元原町、中原町などがある。

### 沿革
- 1967年7月1日 - 全域で住居表示実施[4]。住居表示実施に伴い一部を沢村 (松本市)、美須々 (松本市)、元町 (松本市)に分離。

## 世帯数と人口
2018年（平成30年）10月1日現在の世帯数と人口は以下の通りである。
| 丁目    | 世帯数  | 人口    |
| ------- | ------- | ------- |
| 桐1丁目 | 332世帯 | 701人   |
| 桐2丁目 | 345世帯 | 701人   |
| 桐3丁目 | 313世帯 | 661人   |
| 計      | 990世帯 | 2,063人 |

## 小・中学校の学区
小中学校の学区は以下の通りである。
| 町名 | 小学校             | 中学校             |
| ---- | ------------------ | ------------------ |
| 桐   | 松本市立旭町小学校 | 松本市立旭町中学校 |

## 施設
- 信州大学教育学部附属松本小学校
- 信州大学教育学部附属松本中学校
- 信州大学附属幼稚園
- 松本少年刑務所
- デリシア